# Горбань Борис Павлович
Борис Павлович Горбань (нар. 1913 — ?) — український радянський діяч, голова виконавчого комітету Чернігівської промислової обласної ради депутатів трудящих. Депутат Верховної Ради УРСР 6-го скликання.

## Біографія
Народився в лютому 1913 року.
Член ВКП(б).
На 1952 рік — 2-й секретар Чернігівського міського комітету КПУ.
У 1954 — березні 1955 року — виконувач обов'язків заступника голови виконавчого комітету Чернігівської обласної ради депутатів трудящих. У березні 1955 — січні 1963 року — заступник голови виконавчого комітету Чернігівської обласної ради депутатів трудящих.
У січні 1963 — грудні 1964 року — голова виконавчого комітету Чернігівської промислової обласної ради депутатів трудящих.
10 грудня 1964 — після 1973 року — заступник голови виконавчого комітету Чернігівської обласної ради депутатів трудящих.

## Нагороди
- орден Трудового Червоного Прапора (26.02.1958)
- ордени
- медалі
- Почесна грамота Президії Верховної Ради Української РСР (12.02.1973)